# Masterflex

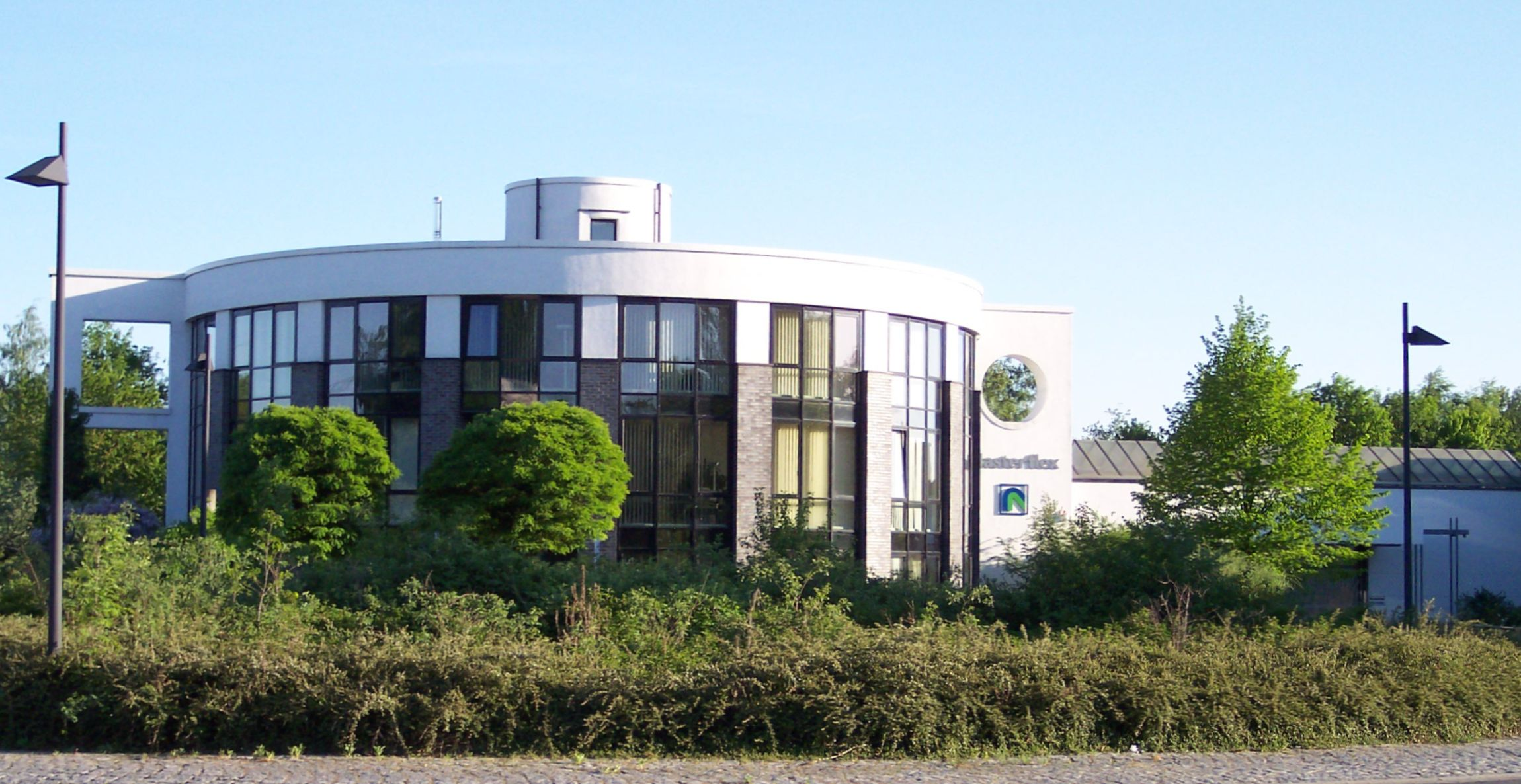
Stammsitz in Gelsenkirchen

Die Masterflex SE ist ein kunststoffverarbeitendes, börsennotiertes Unternehmen mit Stammsitz in Gelsenkirchen. Im Geschäftsjahr 2019 waren insgesamt 676 Mitarbeiter im Unternehmen tätig, davon 18 Auszubildende.
Gegründet wurde das Unternehmen als Masterflex Kunststofftechnik GmbH im Jahr 1987 in Herten. Eigentümer waren die Familien Herzog, Krischik, Raschen und Bischoping. Vorstandsvorsitzender ist seit 1. April 2008 Andreas Bastin. 1994 wurde das Unternehmen nach Gelsenkirchen umgesiedelt, wo es auch heute noch ansässig ist. Es gilt als wirtschaftlich wichtiges Unternehmen für die strukturschwache Stadt.
Heute ist die Masterflex-Gruppe weltweit an zwölf Standorten operativ tätig: In Europa, in Amerika und in Asien. Der Umsatz betrug im Jahr 2019 insgesamt 79 Mio. Euro, das operative Ergebnis (EBIT) lag im Geschäftsjahr 2019 bei 2,44 Mio. Euro.

## Produkte
Masterflex stellt Schläuche und Verbindungssysteme für verschiedene industrielle Anwendungen her. Hauptprodukte sind Schläuche auf Basis des Werkstoffs Polyurethan, zum Beispiel Absaug- und Förderschläuche. Unter der Marke templine vertreibt die Masterflex zudem elektrisch beheizte Schläuche.

## Wachstumsphilosophie
Seit erfolgreicher Beendigung der Restrukturierung will das Unternehmen auf den beiden Säulen Internationalisierung und Produktinnovationen im Schlauchgeschäft überdurchschnittlich wachsen. Dafür wurden um 2015 einige neue Aktivitäten, etwa in Russland und Brasilien oder insbesondere in Asien, hier speziell China, gestartet. Zudem bringt die Gruppe immer wieder neue Schläuche auf den Markt, wie etwa den Heizschlauch "templine", den Spiralschlauch Master-PUR Trivolution oder schwer entflammbare Schläuche für etwa Schweißroboter.

## Restrukturierung
In den Jahren 2008 bis 2010 wurde das Unternehmen erfolgreich restrukturiert. Die in den Jahren 2000 bis 2005 erworbenen Beteiligungen außerhalb des Kerngeschäfts mit Hightech-Schläuchen, die nicht alle erfolgreich waren, wurden sukzessive veräußert. Seit Ende 2010 konzentriert sich die Gesellschaft wieder komplett auf ihr Stammgeschäft mit Verbindungslösungen aus anspruchsvollen Kunststoffen. Im Rahmen der Internationalisierungsstrategie hat zudem die Hauptversammlung 2012 die Umwandlung in eine SE (europäische Aktiengesellschaft) beschlossen. Die Umwandlung der Rechtsform in die SE erfolgte zum 1. Oktober 2012. Seit 2015 ist das Unternehmen wieder dividendenfähig.

## Konzern
Die Masterflex SE mit Sitz in Gelsenkirchen ist die Muttergesellschaft, in der neben den Konzernbeteiligungen auch das operative Geschäft mit Spiralschläuchen in Gelsenkirchen abgewickelt wird. Daneben gibt es vier in Deutschland tätige Tochtergesellschaften – die Matzen & Timm GmbH in Norderstedt, die Novoplast Schlauchtechnik GmbH in Halberstadt, die Fleima-Plastic GmbH in Wald-Michelbach sowie seit Dezember 2016 die APT GmbH in Neuss. Außerdem gehörten zum Ende des Geschäftsjahres 2019 weitere Produktions- und Vertriebsgesellschaften in Frankreich (Masterflex SARL), dem Vereinigten Königreich (Masterflex Technical Hoses Ltd.), Schweden (Masterflex Scandinavia AB), den USA (Masterduct Holding, Inc.), Brasilien (Masterduct Brasil LTDA.), der Tschechischen Republik (Masterflex Cesko s.r.o.), Singapur (Masterflex Asia Pte. Ltd.) und China (Masterflex Hoses Kunshan Co. Ltd.) zum Gesamtkonzern.

## Kritik an Unternehmenspolitik
Kritik an der Unternehmenspolitik hinsichtlich der Behandlung von Mitarbeitern in Bezug auf Vereinbarkeit von Familie und Beruf kam anlässlich eines Artikels des Spiegels im Jahr 2009 auf. Dort wird die Geschichte eines leitenden Angestellten geschildert, der nach der Inanspruchnahme der ihm gesetzlich zustehenden Elternzeit bei Geburt seines dritten Kindes vom Unternehmen massiv gemobbt und dem schließlich gekündigt wurde.
Im Jahr 2012 wurde Masterflex mit dem Siegel „Familienfreundlicher Betrieb 2012“ von dem Gelsenkirchener Bündnis für Familien ausgezeichnet.